# مارکوس آنتونیوس کرتیکوس
مارکوس آنتونیوس کرتیکوس (انگلیسی: Marcus Antonius Creticus؛ قرن دوم پیش از میلاد – ۷۲–۷۱ پیش از میلاد) اهل روم باستان بود. او بیشتر به خاطر شغل شکست خورده‌اش در شکار دزدان دریایی و پدر ژنرال مارک آنتونی شناخته می‌شود.